# Daniela Lincoln Saavedra
Elsa Cecilia Daniela Lincoln Saavedra, född 4 augusti 1984 i Möllevångens församling i Malmö, är en svensk före detta friidrottare. Hennes främsta gren var längdhopp där hon vann två SM-guld och JEM-brons. Hon var också en med svenska mått mätt skicklig sprinter och häcklöpare.
Lincoln Saavedra tränades av Morgan Persson. Hennes far har chilenskt ursprung.
Lincoln Saavedra deltog på 100 meter häck vid U23-EM i Erfurt, Tyskland år 2005 men slogs ut i försöken med tiden 13,82. Vid EM 2006 i Göteborg deltog hon i längd men slogs ut i kvalet. Hon var även med vid EM inomhus 2007 i Birmingham men slogs även där ut i längdkvalet.

## Personliga rekord
| Utomhus - 60 meter – 7,48[källa behövs] - 100 meter – 11,56 (Göteborg 8 juli 2006) - 200 meter – 24,56 (Göteborg 6 juli 2003) - 100 meter häck – 13,59 (Norrtälje 11 juli 2005) - Höjd – 1,60[källa behövs] - Längd – 6,56 (Oslo, Norge 2 juni 2006) - Tresteg – 12,76 (Göteborg 1 september 2001) | Inomhus - 60 meter – 7,49 (Västerås 3 mars 2006) - 60 meter häck – 8,50 (Sätra 26 februari 2006) - Höjd – 1,61[källa behövs] - Längd – 6,41 (Malmö 28 januari 2007) - Tresteg – 12,48 (Malmö 17 februari 2002) - Femkamp – 3 318 (Sätra 2 mars 2002) |

### Fotnoter
1. 1 2 3 4  ”SWEDISH TEAM Media Guide. European Athletics Championships, Göteborg 2006.”. friidrott.se. Arkiverad från originalet den 4 juni 2012. https://web.archive.org/web/20120604124725/http://www.friidrott.se/press/emguide_06.aspx. Läst 24 november 2016.
2. 1 2  ”Nu siktar Daniela på EM-final”. Sydsvenskan. 17 juni 2006. https://www.sydsvenskan.se/2006-06-16/nu-siktar-daniela-pa-em-final. Läst 21 augusti 2008.
3. ↑  ”Stora SM 2006, dag 1”. turebergfriidrott.se. http://turebergfriidrott.se/statistik/SM2006/2006_resfred.htm. Läst 19 april 2013.
4. ↑  Wiger 2006, s. 212.
5. 1 2 3  Wiger 2006, s. 222.
6. ↑  ”Stora SM 2006, dag 2”. turebergfriidrott.se. Arkiverad från originalet den 10 juni 2015. https://web.archive.org/web/20150610133650/http://turebergfriidrott.se/statistik/SM2006/2006_reslord.htm. Läst 19 april 2013.
7. ↑  ”Stafett-SM 2009”. ifgota.se. Arkiverad från originalet den 4 mars 2016. https://web.archive.org/web/20160304103354/http://www.ifgota.se/result/Uploaded/stafettsm09.html. Läst 29 maj 2013.
8. 1 2  ”Stora inne-SM 2006 damer , resultat” (html). friidrott.stockholm.se. http://www.friidrott.stockholm.se/ism2006/resultat/f_kvinnor_resultat.html. Läst 6 april 2015.
9. 1 2  ”Stora inne-SM 2002, resultat” (htm). Arkiverad från originalet den 13 december 2002. https://web.archive.org/web/20021213092936/http://m1.406.telia.com/~u40606160/ResultatISM.htm. Läst 14 april 2015.
10. ↑  ”Stora inne-SM 2005, resultat” (pdf). mai.se. Arkiverad från originalet den 21 februari 2006. https://web.archive.org/web/20060221095925/http://www.mai.se/resultat/resultatlista-ism.2005.pdf. Läst 12 april 2015.
11. ↑  ”Stora inne-SM 2007, resultat” (htm). idrottonline.se. Arkiverad från originalet den 11 april 2015. https://web.archive.org/web/20150411214031/http://iof2.idrottonline.se/ImageVaultFiles/id_16670/cf_78/070225ism.HTM. Läst 12 april 2015.
12. ↑  Sveriges befolkning 2000, Version 1.03, Sveriges Släktforskarförbund: Lincoln Saavedra, Elsa Cecilia Daniela
13. ↑  ”European Athletics U23 Championships - Erfurt 2005” (på engelska). european-athletics.org. http://www.european-athletics.org/competitions/european-athletics-u23-championships/history/year=2005/results/index.html. Läst 21 oktober 2017.
14. ↑  ”European Athletics Championships - Göteborg 2006” (på engelska). european-athletics.org. http://www.european-athletics.org/competitions/european-athletics-championships/history/year=2006/results/index.html. Läst 9 augusti 2017.
15. ↑  ”European Athletics Indoor Championships - Birmingham 2007” (på engelska). european-athletics.org. http://www.european-athletics.org/competitions/european-athletics-indoor-championships/history/year=2007/results/index.html#. Läst 27 augusti 2017.
16. 1 2 3 4 5 6 7 8 9 10  ”Personsida på AllAthletics” (på engelska). all-athletics.com. Arkiverad från originalet den 20 september 2016. https://web.archive.org/web/20160920074657/http://www.all-athletics.com/node/148529. Läst 19 september 2016.
17. 1 2 3 4  ”Personsida hos IAAF” (på engelska). iaaf.org. https://www.iaaf.org/athletes/sweden/daniela-lincoln-saavedra-197354. Läst 19 september 2016.